# Список умерших в 701 году

## Сентябрь
- 12 сентября — Сергий I — Римский Папа (687—701).

## Дата смерти неизвестна или требует уточнения
- Айлиль мак Катайл, король Мунстера (695/696—698/701).
- Аэд мак Длутайг — правитель малого брегского королевства Фир Хул Брег (до 701).
- Джамиль ибн Абдуллах ибн Муаммар — арабский поэт.
- Ниалл мак Кернайг Сотал — первый король Лагора (Южной Бреги) (до 701).
- Рагинперт — герцог Турина (671—701) и король лангобардов (701).
- Фердульф, герцог Фриуля.
- Юлиан Неаполитанский — епископ Неаполя (693/694—701), святой, почитаемый в Римско-католической церкви.